# Peter Oundjian
Peter Oundjian   (Toronto, 21 de desembre de 1955) és un violinista i director d'orquestra canadenc.

## Biografia
Nascut a Toronto, Ontario, com el menor de cinc fills de pare armeni i mare anglesa, Oundjian també reclama ascendència escocesa a través del seu avi matern, Sanderson, i del clan MacDonell de Glengarry. Oundjian es va formar a Anglaterra, on va començar a estudiar el violí als set anys amb Manoug Parikian. Va assistir a "Charterhouse School" a Godalming i va continuar els seus estudis més tard amb Bela Katona. Després va assistir al "Royal College of Music".
Posteriorment, Oundjian va estudiar a la Juilliard School amb Ivan Galamian, Itzhak Perlman i Dorothy DeLay. Mentre era a Juilliard, va menar a la direcció, i més tard va rebre ànims en els seus esforços quan va assistir a una classe magistral de l'eminent director austríac Herbert von Karajan.

## Carrera
El 1980, Oundjian va guanyar el primer premi al Concurs Internacional de Violí de Viña del Mar, Xile. Oundjian es va convertir en el primer violinista del quartet de corda de Tòquio i va ocupar el càrrec durant 14 anys. Una lesió repetida per estrès va obligar Oundjian a reduir la seva carrera instrumental. Després va canviar el seu enfocament musical a temps complet cap a la direcció.
Oundjian va ser el director artístic del "Nieuw Sinfonietta Amsterdam" (actualment Amsterdam Sinfonietta) del 1998 al 2003. També és assessor artístic i director principal convidat del Festival Internacional de Música de Caramoor. També va ser el director principal convidat de l'Orquestra Simfònica de Colorado durant tres anys. Durant quatre estius, va dirigir el festival "Absolutely Mozart" de l'Orquestra de Filadèlfia. Oundjian es va convertir en director principal convidat i assessor artístic de l'Orquestra Simfònica de Detroit el setembre de 2006.
Oundjian va ser nomenat director musical de l'Orquestra Simfònica de Toronto (TSO) el gener de 2003 i va assumir el càrrec el 2004. L'orquestra va tenir problemes econòmics abans del moment del nomenament d'Oundjian, i va contribuir a millorar la situació de l'orquestra des de l'inici del seu mandat. La pel·lícula documental de 2005 Five Days in September: The Rebirth of a Orchestra grava els primers dies de la primera temporada d'Oundjian com a director musical del TSO. El febrer de 2007, Oundjian va prorrogar el contracte amb el TSO fins al 2012. Després d'una pròrroga posterior del contracte durant la temporada 2013-2014, l'abril de 2013, el TSO va ampliar el seu contracte durant la temporada 2016-2017. Després d'una nova pròrroga del contracte de TSO durant la temporada 2017-2018, Oundjian va concloure la seva direcció musical del TSO al final de la temporada 2017-2018 i va ser nomenat director emèrit del TSO. També va rebre la clau de la ciutat de mans de l'alcalde de Toronto, John Tory.
Des de 1981, Oundjian ha ensenyat com a professor adjunt de violí a la "Yale School of Music". El gener de 2011, la "Royal Scottish National Orchestra" va anunciar el nomenament d'Oundjian com a següent director musical, a partir de la temporada 2012-2013, amb un contracte inicial de 4 anys. Va concloure el seu mandat RSNO al final de la temporada 2017-2018.
El juny de 2007, Oundjian va dirigir l'estrena mundial d'un oratori d'Eric Idle i John Du Prez basat en la pel·lícula de Monty Python Life of Brian (La vida de Brian), titulada Not the Messiah (He's a Very Naughty Boy), al primer Festival Luminato de Toronto, Canadà. El gener de 2019, el Colorado Music Festival va anunciar el nomenament d'Oundjian com a proper director musical.

## Vida personal
Oundjian i la seva dona Nadine tenen dos fills. El seu nebot és el jugador d'hoquei Ben Smith. És cosí del còmic britànic Eric Idle. Oundjian té passaports canadencs, americans i britànics.